# Довжинець (заповідне урочище)
Заповідне урочище місцевого значення «Довжинець» (втрачене) було оголошене Рішенням виконкому Івано-Франківської обласної ради від 19.07.1988 року № 128. Площа 274. Було розміщене у Надвірнянському районі Івано-Франківської області, на землях Горганського лісництва, у кв.51-54

## Характеристика
Високопродуктивне стійке буково-ялицево-смерекове насадження, що зростає на висоті 900—1200 метрів над рівнем моря. Деревостан має високі селекційні показники і віднесений до генетичного лісового фонду.

## Скасування
Розпорядженням Івано-Франківської обласної державної адміністрації № 443 від 23.06.1997 року "Про внесення змін і доповнень у мережу територій та об'єктів природно-заповідного фонду об'єкт було скасовано у зв'язку з входженням його до складу природного заповідника «Ґорґани».